# Kanadabjörnbär
Kanadabjörnbär (Rubus canadensis) är en rosväxtart som beskrevs av Carl von Linné. Arten är reproducerande i Sverige.

## Underarter
Arten delas in i följande underarter:
- R. c. invisus
- R. c. michiganensis
- R. c. septemfoliolatus
- R. c. randii
- R. c. pergratus
- R. c. terrae-novae
- R. c. millspaughii
- R. c. micmacorum
- R. c. lepagei

## Bildgalleri

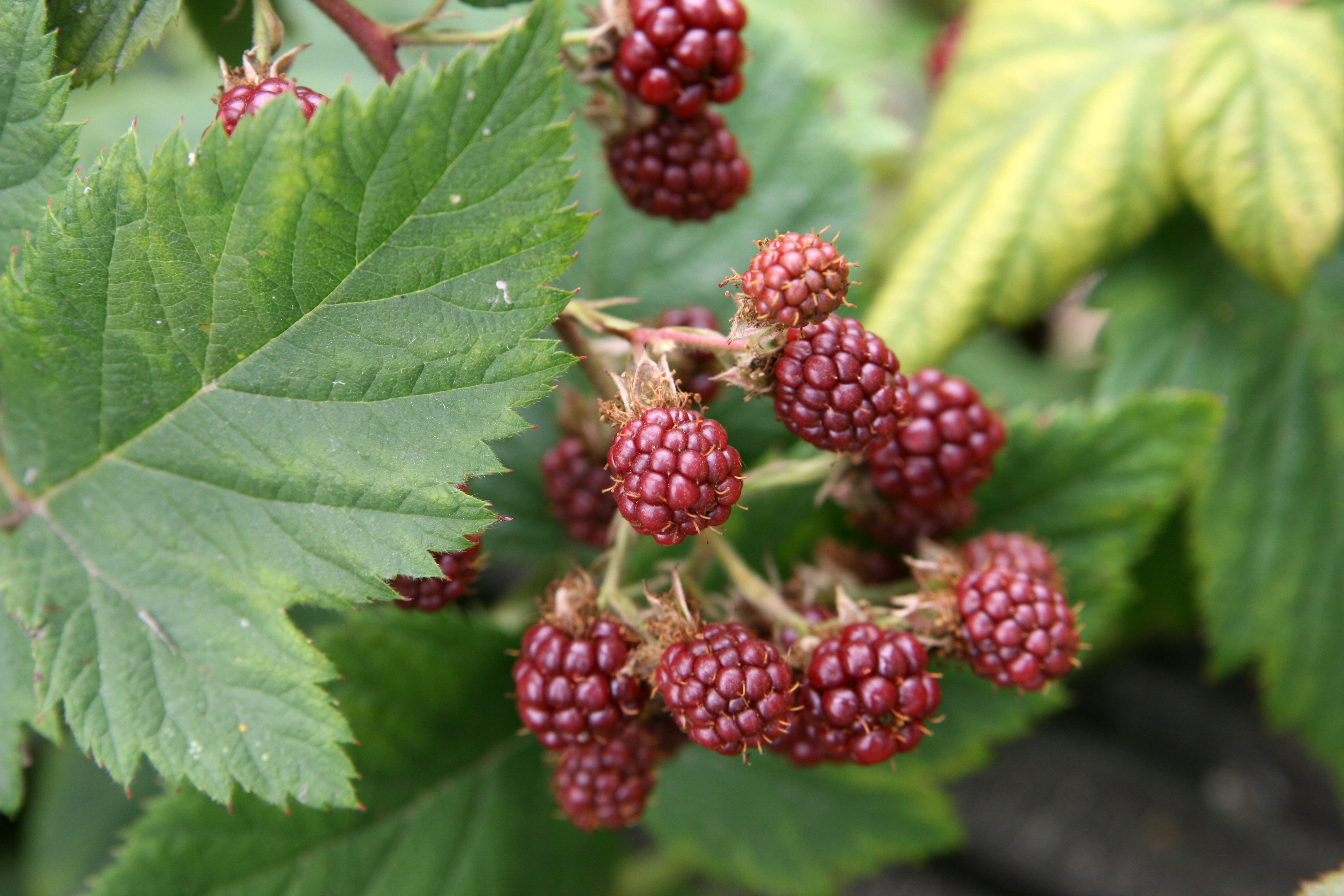
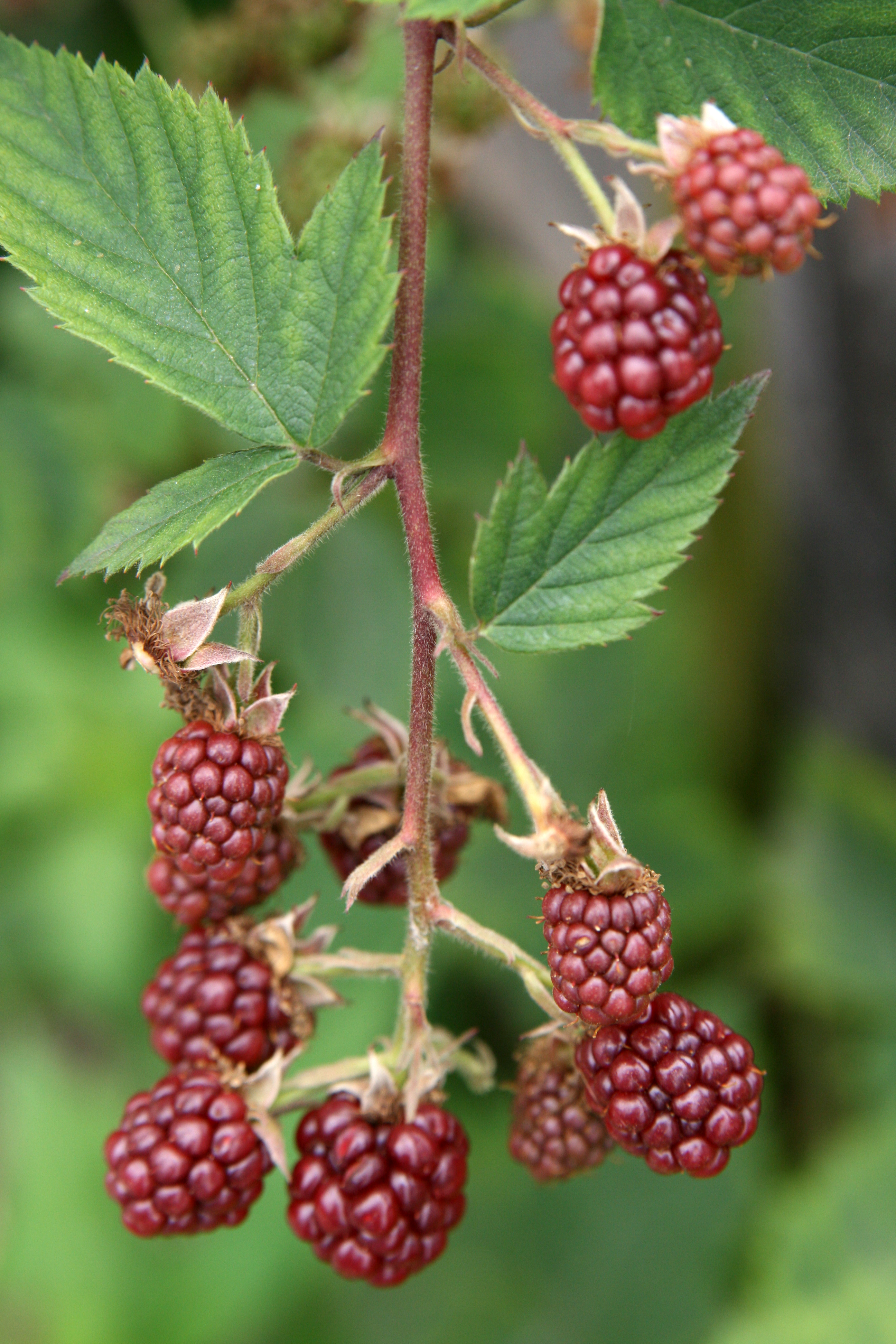